# Amelia d'Orléans
Amelia d'Orléans, in francese Marie Amélie Louise Hélène d'Orléans (Twickenham, 28 settembre 1865 – Versailles, 25 ottobre 1951), membro della famiglia dei Borbone-Orléans, fu l'ultima regina consorte di Portogallo e, in questo ruolo, conosciuta con il nome di Maria Amelia.

## Biografia

### Infanzia

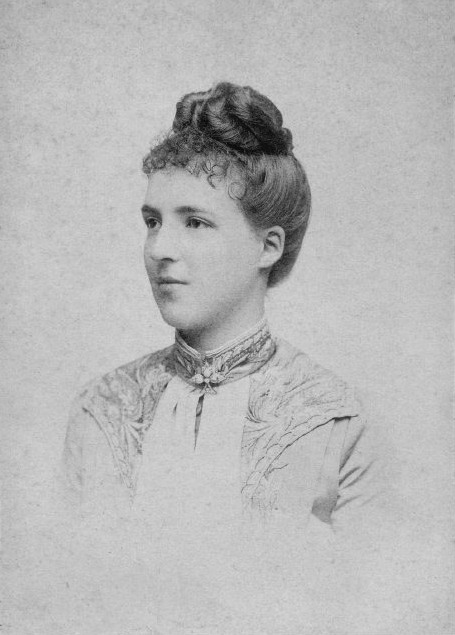
Amelia d'Orléans in giovane età, fotografata negli anni '80 dell'Ottocento

Amelia era la figlia di Luigi Filippo Alberto d'Orléans, conte di Parigi, nipote dell'ultimo re di Francia Luigi Filippo di Francia, e di sua moglie, Maria Isabella d'Orléans, infanta di Spagna, figlia di Antonio d'Orléans. Attraverso sua sorella Luisa, Amelia è la prozia del re emerito Juan Carlos I di Spagna.
Trascorse parte della sua infanzia in Inghilterra, dove nacque, a causa dell'esilio a cui fu soggetta la sua famiglia da quando Napoleone III prese il potere in Francia nel 1848. Solo dopo la caduta dell'impero, nel 1871, gli Orléans poterono ritornare nel paese. La principessa ebbe poi l'attenta educazione riservata alle principesse, sebbene suo padre fosse solo un pretendente alla corona.
La principessa crebbe in grandi palazzi e viaggiò spesso in Austria e Spagna. Amelia amava il teatro e l'opera. Appassionata lettrice, scriveva ai suoi autori preferiti e, inoltre, aveva talento per la pittura.

## Matrimonio

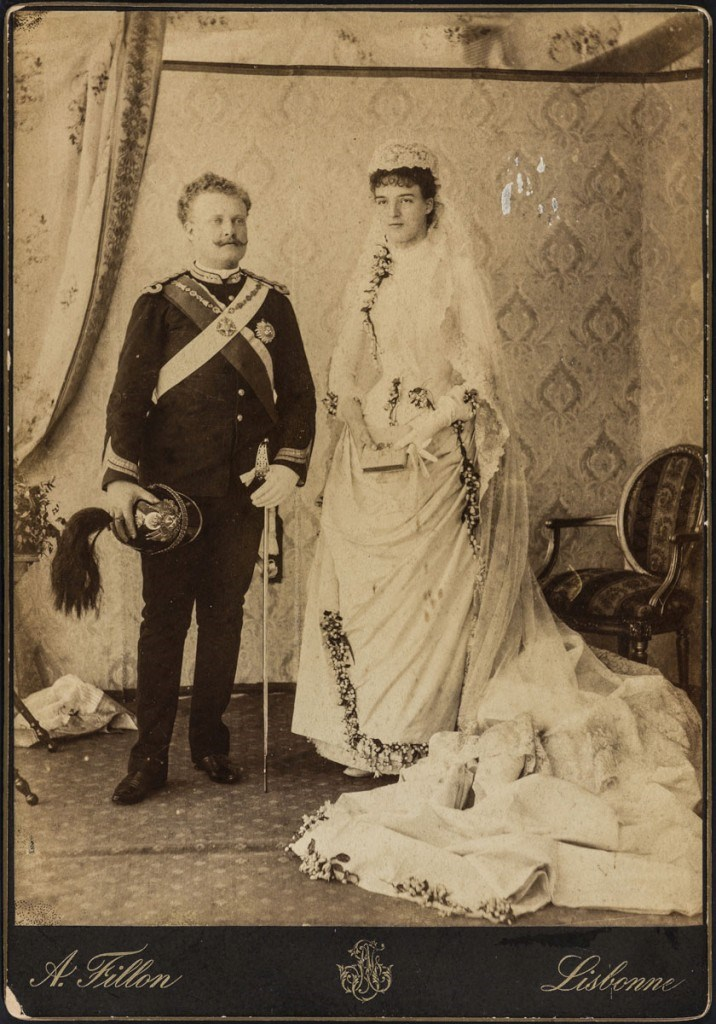
Amelia e Carlo di Braganza il giorno del loro matrimonio

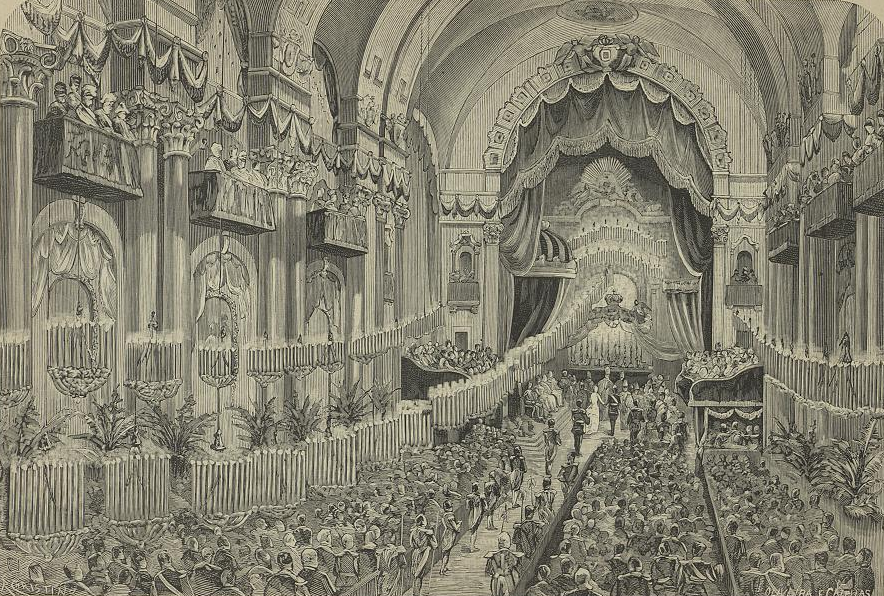
Il sontuoso matrimonio di Amelia e Carlo il 22 maggio 1886

Il matrimonio di Amelia con l'erede al trono del Portogallo, Carlo di Sassonia-Coburgo-Gotha Braganza, figlio del re Luigi del Portogallo, avvenne dopo il fallimento di diverse unioni con la famiglia imperiale austriaca e la famiglia reale spagnola.
Quando vide per la prima volta Carlo, nel 1886, si imbatté in un giovane dall'aspetto affabile, il cui viso, incorniciato da bellissimi riccioli biondi, era ancora molto vicino all'infanzia. Pieno di vita e di gioia, sicuro di sé in ogni aspetto, aveva anche la passione per la caccia. Amelia ne rimase incantata, nonostante notasse che era più basso di lei (Carlo era alto 1,76 m e Amelia 1,82 m).
Nonostante il matrimonio combinato, Amelia e Carlo si innamorarono. Il 18 maggio 1886, la futura duchessa di Braganza lasciò la Francia. Il giorno successivo, 19 maggio, alle 5 del pomeriggio, la principessa arrivò alla corte di Lisbona, che la stava aspettando. Fu ben accolta dai suoceri. Il matrimonio fu celebrato il 22 maggio 1886, nella chiesa di São Domingos, e gran parte della popolazione di Lisbona scese in strada per assistere alla cerimonia. Riguardo alla sua prima notte di nozze affermò: «Mio marito ha saputo vincere la mia timidezza con parole e carezze, tanto pazienti quanto delicate...». La coppia si trasferì nella loro nuova residenza, il Palácio de Belém.
La coppia ebbe tre figli:
- Luigi Filippo (21 marzo 1887-1 febbraio 1908), duca di Braganza;
- Maria Anna (nata e morta il 14 dicembre 1887);
- Manuele (19 marzo 1889-2 luglio 1932), re del Portogallo dal 1908 al 1910 con il nome di Manuele II.

In occasione del matrimonio della figlia maggiore, il Conte di Parigi organizzò un sontuoso ricevimento presso l'Holel Galliera, oggi Hôtel Matignon, della capitale francese. Il lusso ostentato dagli Orléans per la cerimonia e la cronaca che ne fecero i giornali monarchici dell'epoca, sollevarono la costernazione dei repubblicani. Questo avvenimento diede luogo a numerosi attacchi contro gli Orléans e contro i Buonaparte e si arrivò, nel giugno del 1886, a votare una nuova legge d'esilio. Questa legge, differentemente dalla precedente, interessò soltanto i pretendenti al trono e i loro figli maggiori. Per questo motivo Amelia poté tornare a vivere in Francia quando in Portogallo, nel 1910, venne proclamata la repubblica.

## Regina di Portogallo

### Ascesa al trono
È noto il suo difficile rapporto con la suocera. Secondo lei era una donna spendacciona per natura e non passava giorno senza trovare una o più occasioni per sperperare somme ingenti sotto gli occhi di una popolazione stupita.
Nell'ottobre 1889, con la morte del suocero, Amelia, allora appena ventiquattrenne, divenne regina del Portogallo. Tuttavia, il regno di suo marito dovette affrontare crisi politiche, come l'Ultimatum britannico del 1890 e l'insoddisfazione popolare. Nel gennaio 1891, a Porto, ci fu una piccola ribellione repubblicana, ma fu repressa.
Come regina, Amelia ricoprì un ruolo molto importante. Con la sua eleganza e il suo carattere colto influenzò la corte portoghese. Interessata a debellare i mali dell'epoca, come la povertà e la tubercolosi, fondò dispensari, sanatori, banche popolari del latte, cucine economiche e asili nido, dimostrando così il suo interesse per il benessere della popolazione portoghese. Tuttavia, le sue opere più note sono la fondazione dell'Istituto d'aiuto ai naufragi (nel 1892); il Museo delle carrozze di Lisbona (1905); l'Istituto Pasteur in Portogallo (Instituto Câmara Pestana); e l'Assistenza nazionale ai tubercolotici.
Da madre, la regina seppe dare un'eccellente educazione ai suoi due figli, ampliandone gli orizzonti culturali con un viaggio nel Mediterraneo, a bordo dello yacht reale Amélia, mostrando loro le antiche civiltà romana, greca ed egiziana.
Nel 1892 Papa Leone XIII donò ad Amelia una Rosa d'Oro.

### Crisi dinastica
Il Portogallo attraversò una grave crisi tra il XIX e il XX secolo. Come in Francia e in Spagna, la famiglia reale era divisa in due rami, che si opponevano per acquisire il trono, tanto che i movimenti repubblicani e anarchici si diffusero velocemente tra la popolazione. Nel 1907 per far fronte alle difficoltà che il paese viveva, re Carlo I fece appello al potere di un generale molto autoritario, Joāo Franco, ma egli si rese rapidamente impopolare tra i portoghesi.

### Viaggio in Francia ed attentato

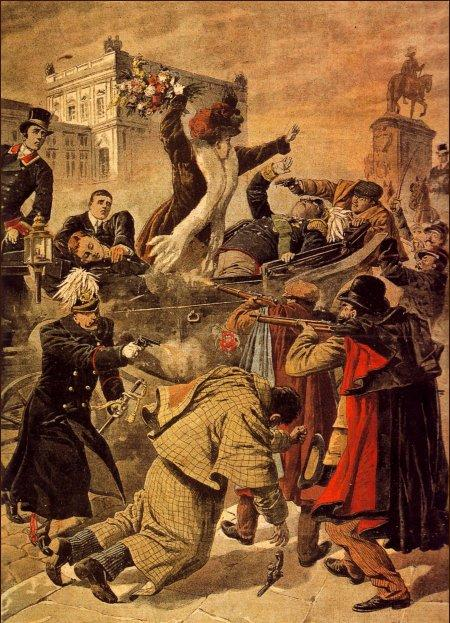
L'attentato di Lisbona del 1º febbraio 1908 in un'illustrazione dell'epoca

Verso la fine del 1907 la coppia reale, accompagnata dai figli, fece una visita ufficiale in Francia. Il viaggio procedette bene e la Regina fu contenta di ritornare nel suo paese d'origine. Al ritorno della famiglia in Portogallo, il 1 febbraio del 1908, mentre viaggiavano sulla carrozza verso il palazzo reale, essi furono vittima di un attentato. Il Re morì sul colpo, il figlio maggiore Luigi Filippo morì anch'esso poche ore dopo a causa delle gravi ferite riportate, il figlio minore Manuele rimase leggermente ferito e Amelia illesa.
Il regicidio la gettò in un dolore profondo, dal quale Amelia non si riprese mai del tutto. Si ritirò poi nel Palácio da Pena, senza smettere, però, di cercare di sostenere, con tutti i mezzi, il figlio, il re Manuele II, durante il periodo in cui assistette al degrado delle istituzioni monarchiche.

### Proclamazione della Repubblica ed esilio
La Repubblica portoghese venne proclamata il 5 ottobre del 1910.
Amelia partì quindi per l'esilio con il resto della sua famiglia, stabilendosi a Twickenham, dove si ricongiunse con il fratello, il Duca d'Orléans.
Dopo il matrimonio del figlio Manuele con la principessa Augusta Vittoria di Hohenzollern-Sigmaringen, Amelia si trasferì in Francia, nel castello del Belvedere presso Versailles.

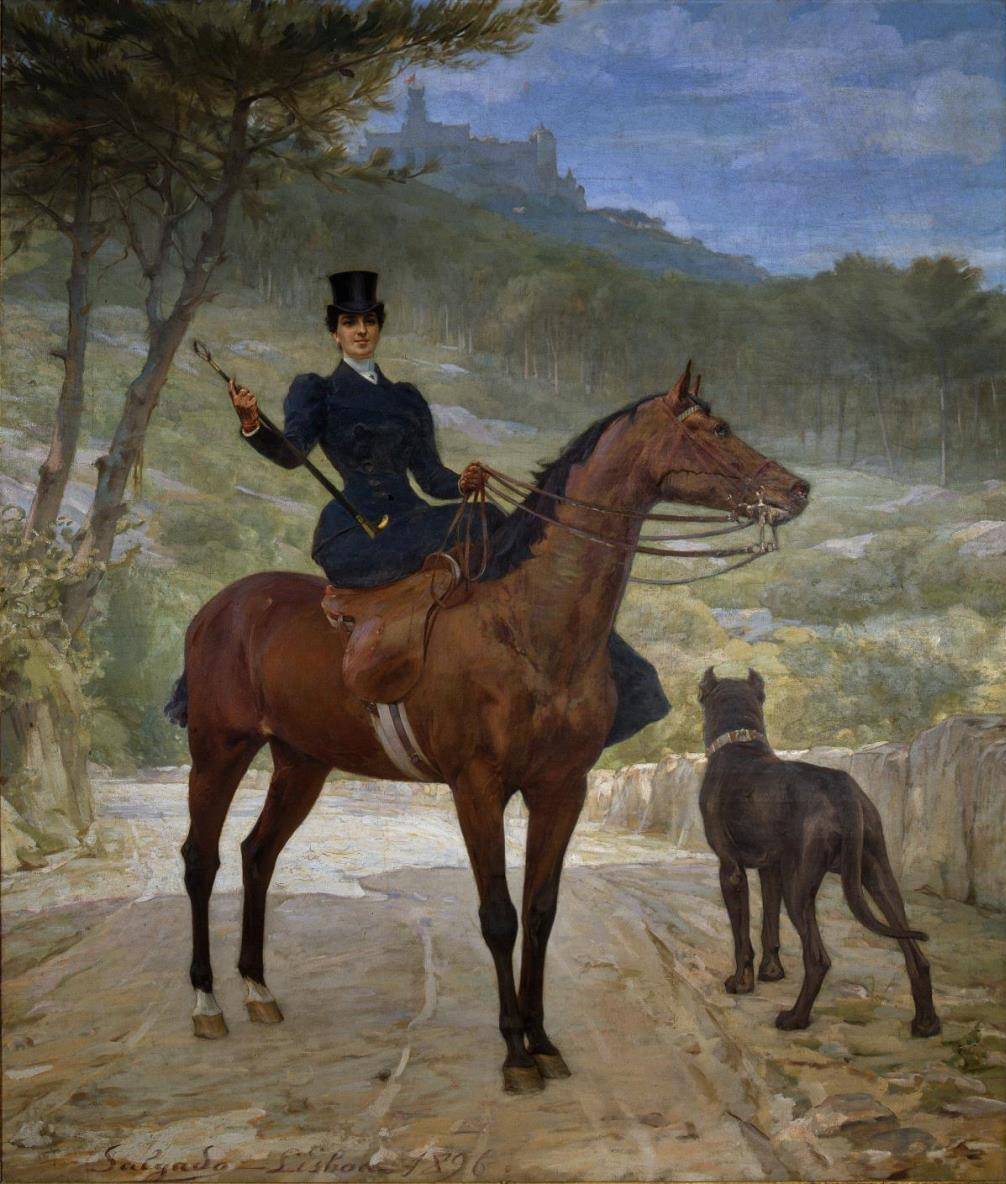
Ritratto equestre di Amelia del Portogallo

Nel 1932 morì anche Manuele e Amelia rimase l'ultima rappresentante della casa reale portoghese dei Sassonia-Coburgo.
Durante la seconda guerra mondiale il governo del dittatore portoghese Salazar offrì all'ex regina asilo politico, ma ella lo rifiutò preferendo vivere sotto il regime dell'occupazione con i suoi concittadini francesi. Terminata la guerra, l'8 giugno del 1945, Amelia ritornò in Portogallo per visitare il Santuario di Fátima e tutti i luoghi in cui aveva vissuto, tranne Vila Viçosa, residenza che suscitava in lei sentimenti troppo forti.

## Ultimi anni e morte

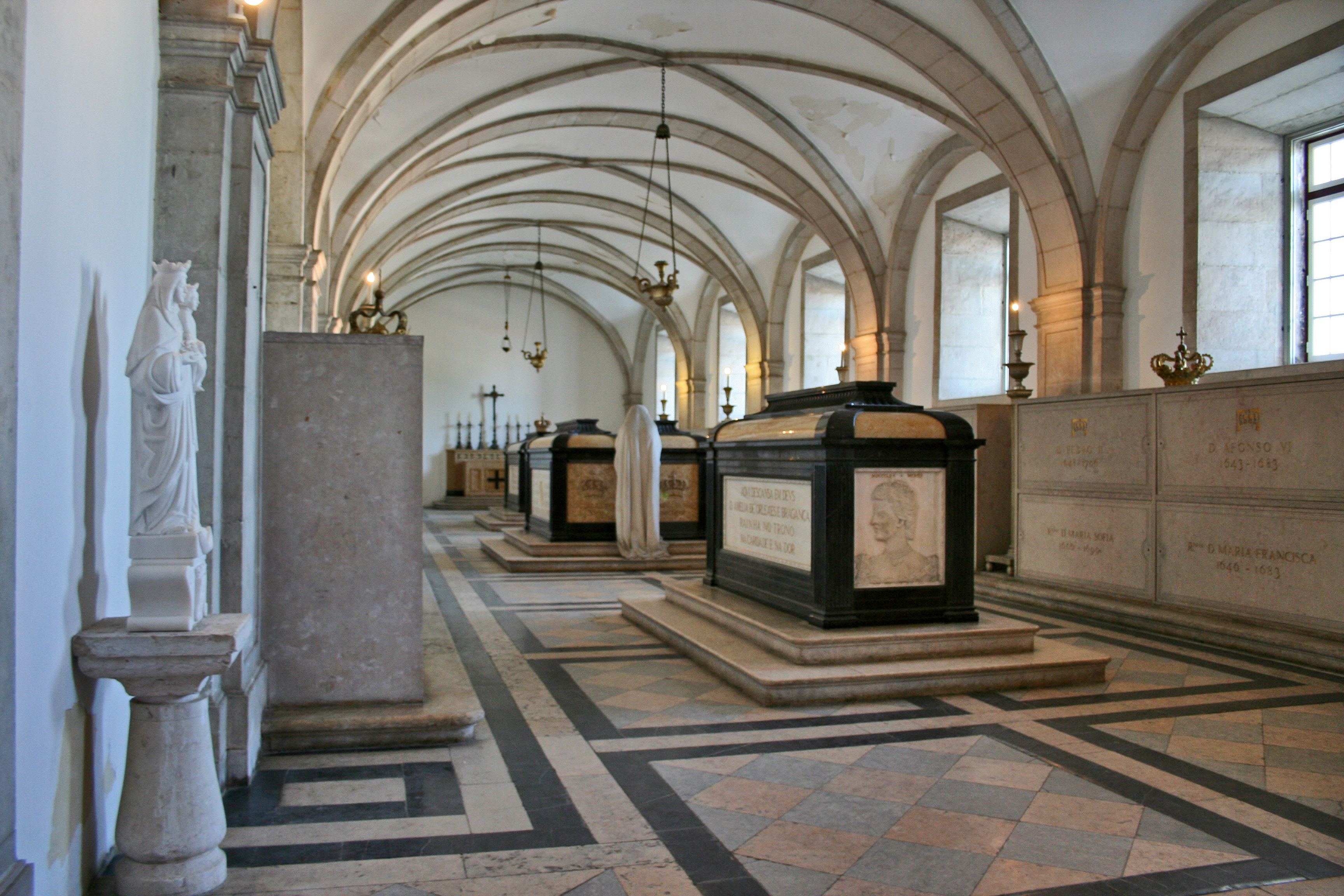
La tomba di Amelia nel Pantheon dei Braganza a Lisbona.

Nel 1945 la Regina divenne madrina di Duarte Pio di Braganza, l'attuale Duca di Braganza, confermando così la riconciliazione dei due rami della famiglia reale portoghese.
Nel 1951 Amelia morì nella sua residenza francese. I suoi resti vennero tumulati a fianco del marito e dei figli nel Pantheon dei Braganza a Lisbona.

## Ascendenza
|                                    |                          |                                            | Genitori                                     |  |  | Nonni |  |  | Bisnonni                 |  |  | Trisnonni                           |  |
|                                    |                          |                                            |                                              |  |  |       |  |  | Luigi Filippo di Francia |  |  | Luigi Filippo II di Borbone-Orléans |  |
|                                    |                          |                                            |                                              |  |  |       |  |  | Luigi Filippo di Francia |  |  | Luigi Filippo II di Borbone-Orléans |  |
|                                    |                          | Luisa Maria Adelaide di Borbone-Penthièvre |                                              |  |  |       |  |  | Luigi Filippo di Francia |  |  |                                     |  |
| Ferdinando Filippo d'Orléans       |                          |                                            |                                              |  |  |       |  |  | Luigi Filippo di Francia |  |  |                                     |  |
|                                    |                          | Maria Amalia di Borbone-Due Sicilie        | Ferdinando I delle Due Sicilie               |  |  |       |  |  |                          |  |  |                                     |  |
|                                    |                          | Maria Amalia di Borbone-Due Sicilie        | Ferdinando I delle Due Sicilie               |  |  |       |  |  |                          |  |  |                                     |  |
|                                    |                          | Maria Amalia di Borbone-Due Sicilie        | Maria Carolina d'Asburgo-Lorena              |  |  |       |  |  |                          |  |  |                                     |  |
| Luigi Filippo Alberto d'Orléans    |                          | Maria Amalia di Borbone-Due Sicilie        |                                              |  |  |       |  |  |                          |  |  |                                     |  |
|                                    |                          | Federico Ludovico di Meclemburgo-Schwerin  | Federico Francesco I di Meclemburgo-Schwerin |  |  |       |  |  |                          |  |  |                                     |  |
|                                    |                          | Federico Ludovico di Meclemburgo-Schwerin  | Federico Francesco I di Meclemburgo-Schwerin |  |  |       |  |  |                          |  |  |                                     |  |
|                                    |                          | Federico Ludovico di Meclemburgo-Schwerin  | Luisa di Sassonia-Gotha-Altenburg            |  |  |       |  |  |                          |  |  |                                     |  |
| Elena di Meclemburgo-Schwerin      |                          | Federico Ludovico di Meclemburgo-Schwerin  |                                              |  |  |       |  |  |                          |  |  |                                     |  |
|                                    |                          | Carolina Luisa di Sassonia-Weimar-Eisenach | Carlo Augusto di Sassonia-Weimar-Eisenach    |  |  |       |  |  |                          |  |  |                                     |  |
|                                    |                          | Carolina Luisa di Sassonia-Weimar-Eisenach | Carlo Augusto di Sassonia-Weimar-Eisenach    |  |  |       |  |  |                          |  |  |                                     |  |
|                                    |                          | Carolina Luisa di Sassonia-Weimar-Eisenach | Luisa Augusta d'Assia-Darmstadt              |  |  |       |  |  |                          |  |  |                                     |  |
| Amelia d'Orléans                   |                          | Carolina Luisa di Sassonia-Weimar-Eisenach |                                              |  |  |       |  |  |                          |  |  |                                     |  |
|                                    | Luigi Filippo di Francia | Luigi Filippo II di Borbone-Orléans        |                                              |  |  |       |  |  |                          |  |  |                                     |  |
|                                    | Luigi Filippo di Francia | Luigi Filippo II di Borbone-Orléans        |                                              |  |  |       |  |  |                          |  |  |                                     |  |
|                                    | Luigi Filippo di Francia | Luisa Maria Adelaide di Borbone-Penthièvre |                                              |  |  |       |  |  |                          |  |  |                                     |  |
| Antonio d'Orléans                  | Luigi Filippo di Francia |                                            |                                              |  |  |       |  |  |                          |  |  |                                     |  |
|                                    |                          | Maria Amalia di Borbone-Due Sicilie        | Ferdinando I delle Due Sicilie               |  |  |       |  |  |                          |  |  |                                     |  |
|                                    |                          | Maria Amalia di Borbone-Due Sicilie        | Ferdinando I delle Due Sicilie               |  |  |       |  |  |                          |  |  |                                     |  |
|                                    |                          | Maria Amalia di Borbone-Due Sicilie        | Maria Carolina d'Asburgo-Lorena              |  |  |       |  |  |                          |  |  |                                     |  |
| Maria Isabella d'Orléans           |                          | Maria Amalia di Borbone-Due Sicilie        |                                              |  |  |       |  |  |                          |  |  |                                     |  |
|                                    |                          | Ferdinando VII di Spagna                   | Carlo IV di Spagna                           |  |  |       |  |  |                          |  |  |                                     |  |
|                                    |                          | Ferdinando VII di Spagna                   | Carlo IV di Spagna                           |  |  |       |  |  |                          |  |  |                                     |  |
|                                    |                          | Ferdinando VII di Spagna                   | Maria Luisa di Borbone-Parma                 |  |  |       |  |  |                          |  |  |                                     |  |
| Luisa Ferdinanda di Borbone-Spagna |                          | Ferdinando VII di Spagna                   |                                              |  |  |       |  |  |                          |  |  |                                     |  |
|                                    |                          | Maria Cristina di Borbone-Due Sicilie      | Francesco I delle Due Sicilie                |  |  |       |  |  |                          |  |  |                                     |  |
|                                    |                          | Maria Cristina di Borbone-Due Sicilie      | Francesco I delle Due Sicilie                |  |  |       |  |  |                          |  |  |                                     |  |
|                                    |                          | Maria Cristina di Borbone-Due Sicilie      | Maria Isabella di Borbone-Spagna             |  |  |       |  |  |                          |  |  |                                     |  |
|                                    |                          | Maria Cristina di Borbone-Due Sicilie      |                                              |  |  |       |  |  |                          |  |  |                                     |  |